# West-Eastern Divan Orchestra
West-Eastern Orchestra (Orchestra divanului occidental-oriental) este o orchestră simfonică formată din circa 80 tineri muzicieni din Israel, din   state arabe din zonă (Siria, Liban, Egipt, Iordania) și din Teritoriile Palestiniene, care se întrunesc în fiecare an în Europa sub bageta șefului de orchestră Daniel Barenboim. 
Fondatorii orchestrei au spus: "am denumit astfel Orchestra pentru ca Goethe a fost printre primii germani care s-au intresat cu adevarat pentru alte tari - a inceput sa invete araba cand avea deja peste 60 de ani."  